# Winchester Cathedral
Winchester Domkirke eller Winchester Cathedral er én af Englands største kirker. Er viet til Treenigheden, Sankt Peter, Sankt Paul og Sankt Svithun.

## Tidligere hovedstadskirke
Kirken ligger i Winchester, der i 519 blev hovedstad i kongedømmet Wessex. Derefter var Winchester hovedstad for England frem til omkring år 1100.

## Betydningsfulde begivenheder i Winchester Domkirke
- 1042: Kong Hardeknuds begravelse
- 1043: Edvard Bekenderens kroning.
- 1045: Brylluppet mellem Edvard Bekenderen og Edith af Wessex.
- 1068: Kroningen af Matilde af Flandern (gift med Vilhelm Erobreren) til dronning.
- 1172: Kroningen af Henrik den yngre (regerede sammen med sin far Henrik 2. af England) og hans dronning Marguerite (senere dronning af Ungarn).
- 1194: Den anden kroning af Richard Løvehjerte.
- 1403: Brylluppet mellem Henrik 4. af England og Johanne af Navarra.
- 1554: Brylluppet mellem Maria 1. af England og Filip 2. af Spanien.

## Biskoppen af Winchester
I kraft af Winchesters historie som tidligere hovedstad havde biskoppen af Winchester rang som nummer tre blandt Den engelske kirkes biskopper. Han var placeret lige efter ærkebiskopperne af Canterbury og af York.
I 1533 rykkede Henrik 8. af England biskopperne af London og af Durham frem. Herefter har biskoppen af Winchester været nummer fem blandt de engelske biskopper.
Ærkebiskopperne af Canterbury og York er fødte medlemmer af Overhuset. Det samme er biskopperne af London, Durham og Winchester.

## Begravet i kirken
- Knud den Store
- Jane Austen